# 李鄭屋漢墓博物館
李鄭屋漢墓博物館（英語：Lei Cheng Uk Han Tomb Museum）位於香港九龍長沙灣東京街41號，屬於香港法定古蹟。古墓中的磚上寫有「大吉番禺」， 證明香港地區東漢時期是南海郡番禺縣管轄. 一些學者例如蕭國鍵、呂沛銘認為墓中主人應為當時的貴族或官員，但墓中主人是誰至今仍成謎。

## 歷史

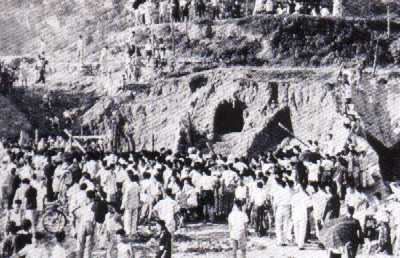
1955年李鄭屋漢墓出土時的情況

1955年8月，香港政府為應付市民對公共房屋的需求，計劃在李鄭屋村興建李鄭屋邨徙置大廈。當建築工人於同年8月9日進行山坡夷平工程時，無意中發現了一個東漢墓穴，當時更有人搶奪古物，以致於需要警察拔槍阻止，但仍有部份文物因而被盜去，包括被小販變賣的花瓶。香港大學中文系系主任林仰山教授於是帶領學生前往研究發掘，時任台灣大學文史系教授董作賓亦應邀參與研究掘出的古物。據當年的老街坊回憶，在漢墓正式出土前，曾有建築工人用外衣包著古物運離現場。參考了林仰山等考古學家評估後，市政局加建了鋼筋水泥硬殼，以保護漢墓免受風雨侵蝕。漢墓後來由市政局接管，1957年6月21日開放予公眾參觀，並由華民政務司麥道軻主持揭幕，墓內的出土文物都陳列在漢墓旁的展覽館內。1983年8月20日至9月底期間，香港博物館（現為香港歷史博物館）整理古墓的文物作為公開展覽。1988年12月，李鄭屋漢墓被列為香港法定古蹟。
至於墓主身份就眾說紛紜，一直是個謎，有學者認為是鹽官。資深旅行家，同時也是民間歷史學者的呂沛銘先生則認為是東漢末年的避難貴族。
由2005年1月起，為紀念漢墓出土50週年，康樂及文化事務署進行一系列的復修工程，包括在墓室頂部加建一個使用聚四氟乙烯物料製成的天幕，防止雨水造成的滲漏，減低被侵蝕的機會，耗資達$100萬港元。墓室過去都沒有採取過任何措施去保護它，在1970年代的香港教科書所見，當時的墓室外圍亦只是一個長滿草的小山坡。直至到1990年代後期，前市政局才在外加建保護設施，並在墓內裝設控制濕度的裝置。現今漢墓的墓室並不對外開放，但是市民可以透過墓室門的玻璃，一睹這個建於東漢時期的墓室的內部情況。

## 建築

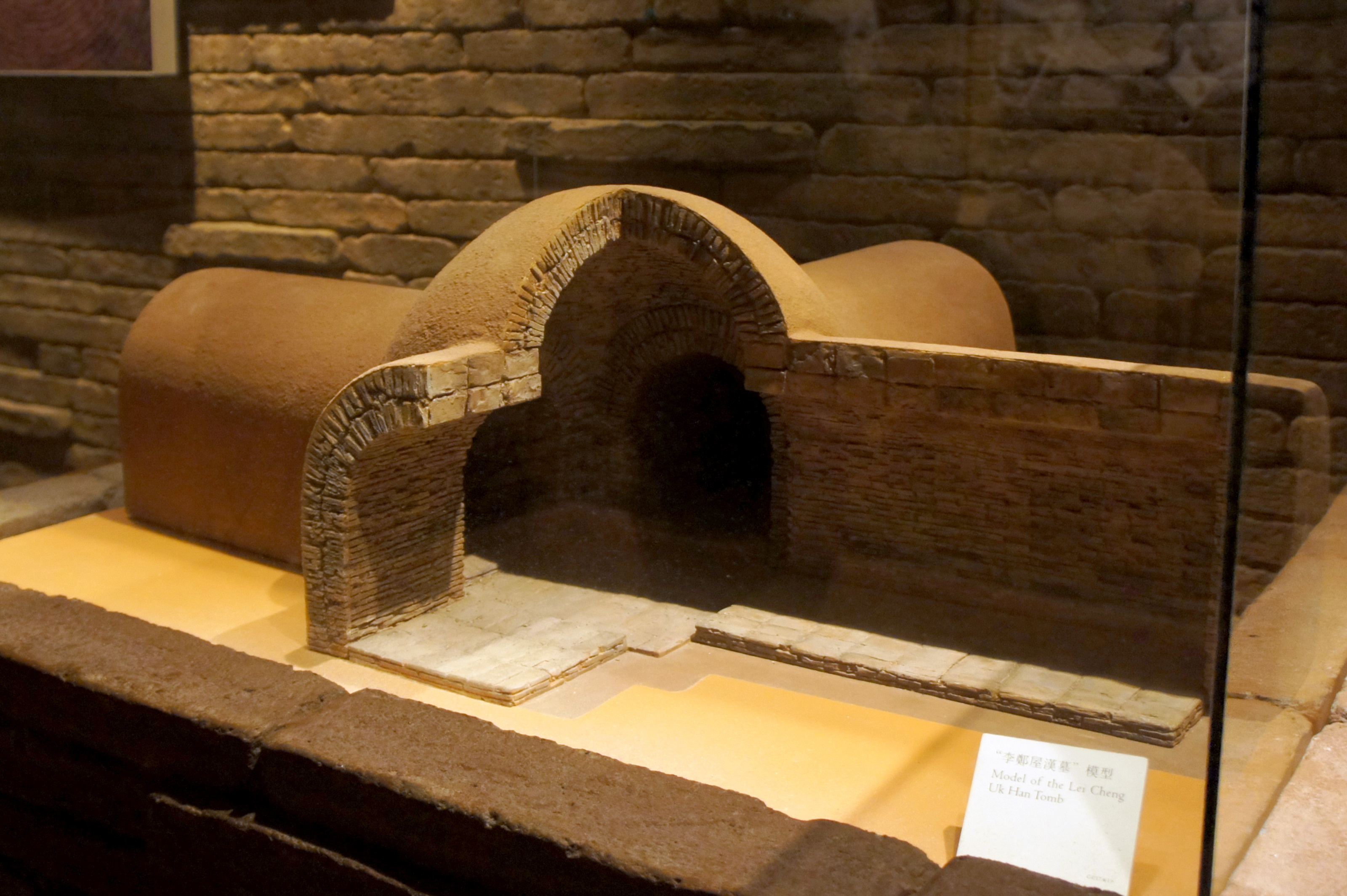
李鄭屋漢墓模型（香港歷史博物館展品）

根據考古學家推斷，該墓建於東漢時期。於漢墓中出土了58件文物，當中包括至少33件完整文物，例如陶屋模型和各種陶器及青銅器等。然而，漢墓中並未發現任何骸骨。
漢墓的佈局為十字形，一共有4個墓室，分別為前室、後室、右耳室及左耳室。中部為穹窿頂。入口墓道在正式出土前已遭破壞。
墓室屬磚室墓，由平均長40厘米、闊20厘米和厚5厘米的磚塊砌成。大部份墓磚為素面，但有部份磚塊的側面刻有10多種花紋及文字，包括「大吉番禺」、「番禺大治曆」及「薛師」。「薛師」可能是製造墓磚的工匠的名字。

## 展覽

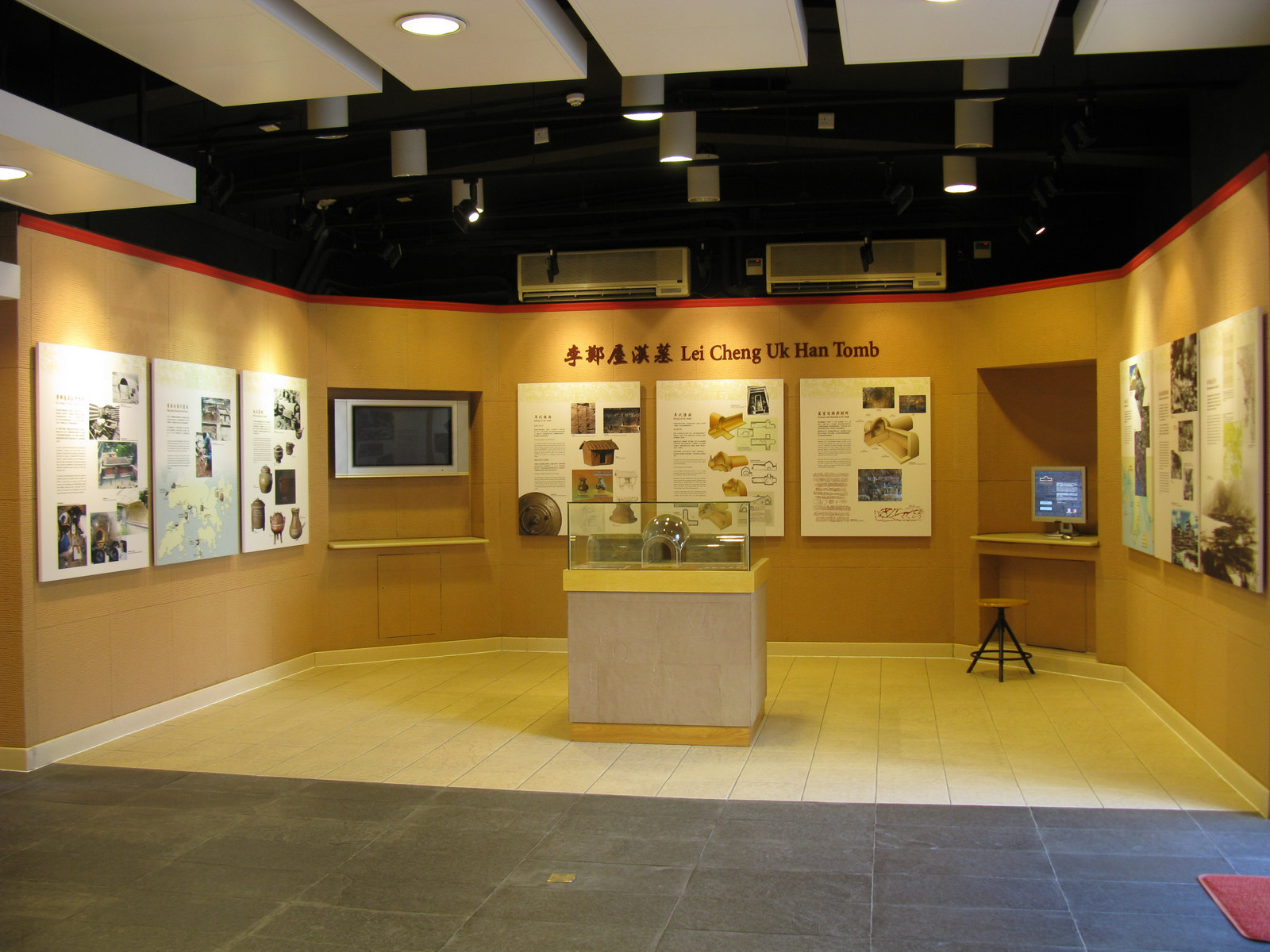
李鄭屋漢墓博物館展覽廳

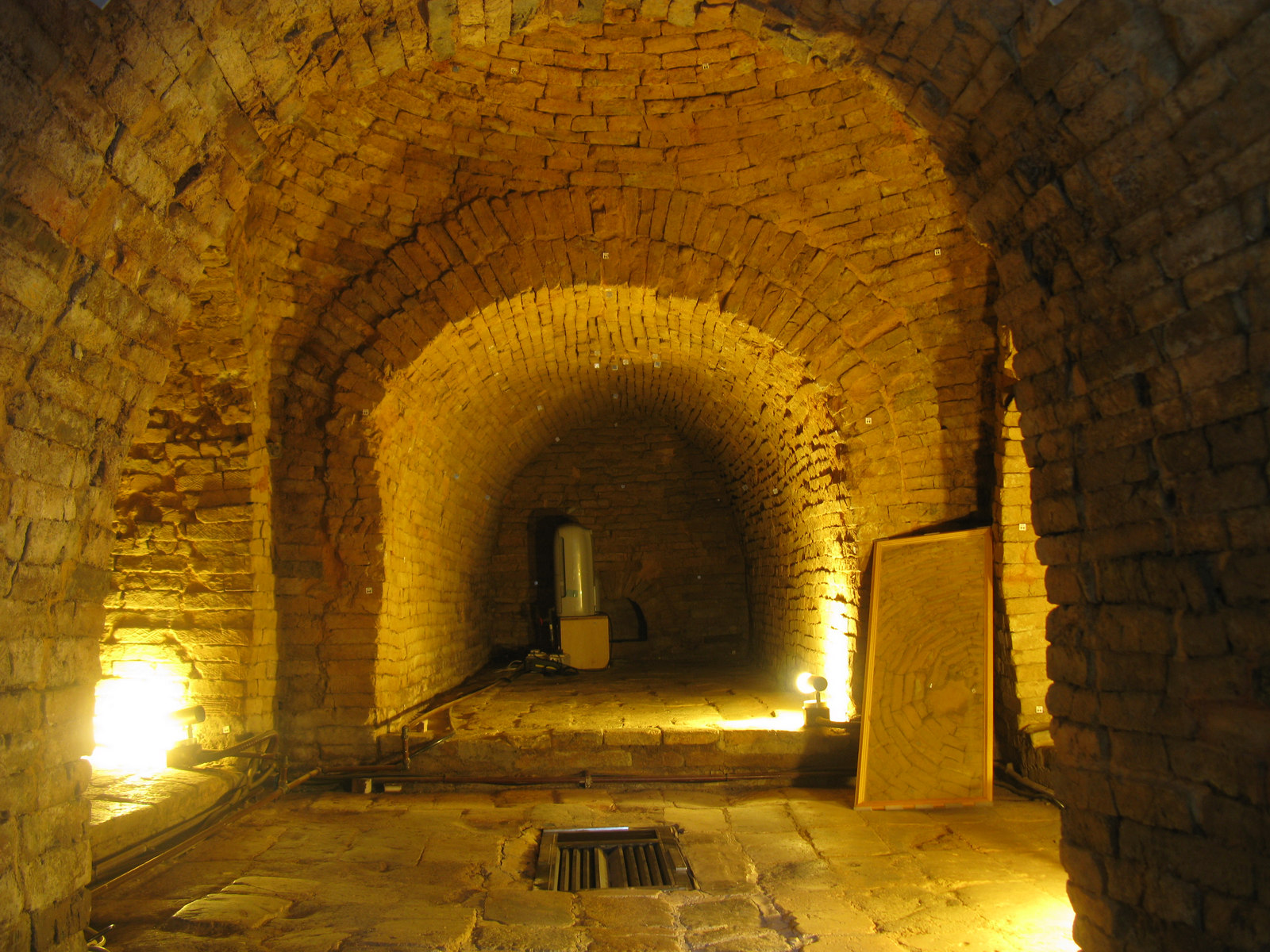
墓室並不對外開放，但參觀者可透過裝嵌在墓道門口的玻璃牆窺探墓室內部。

漢墓現時已成為了康樂及文化事務署的一個博物館。由於需要穩定漢墓內的溫度和濕度，墓室並不對外開放，但參觀者可透過裝嵌在墓道門口的玻璃牆窺探墓室內部情況。而漢墓旁邊的展覽館。除了展出從漢墓出土的陶器及青銅器外，還設有「李鄭屋漢墓」和「華南漢文化」兩個展覽，以文字、照片、地圖、照片和模型等輔助展品，介紹漢墓的地理環境、發現經過和墓室結構。

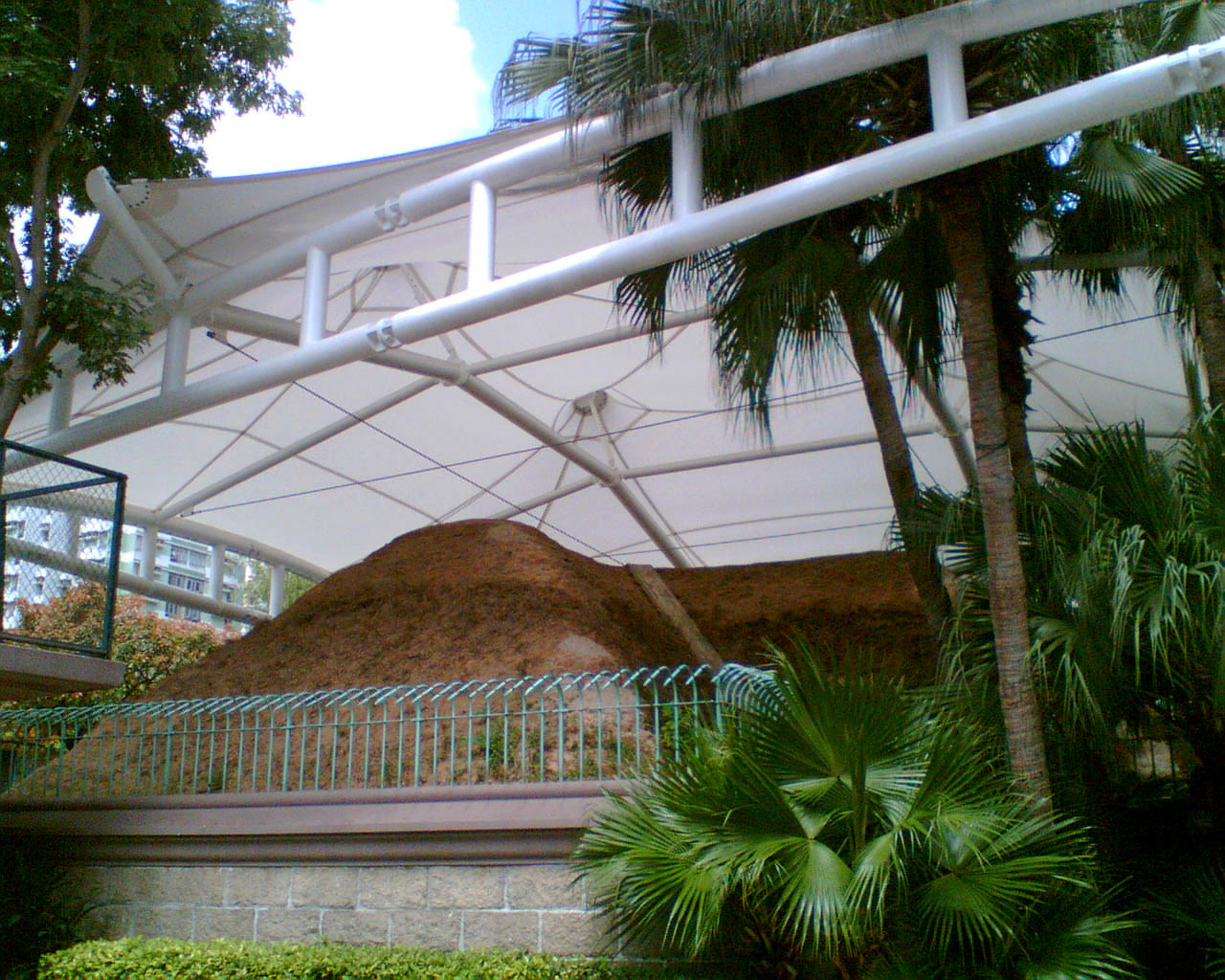
李鄭屋漢墓
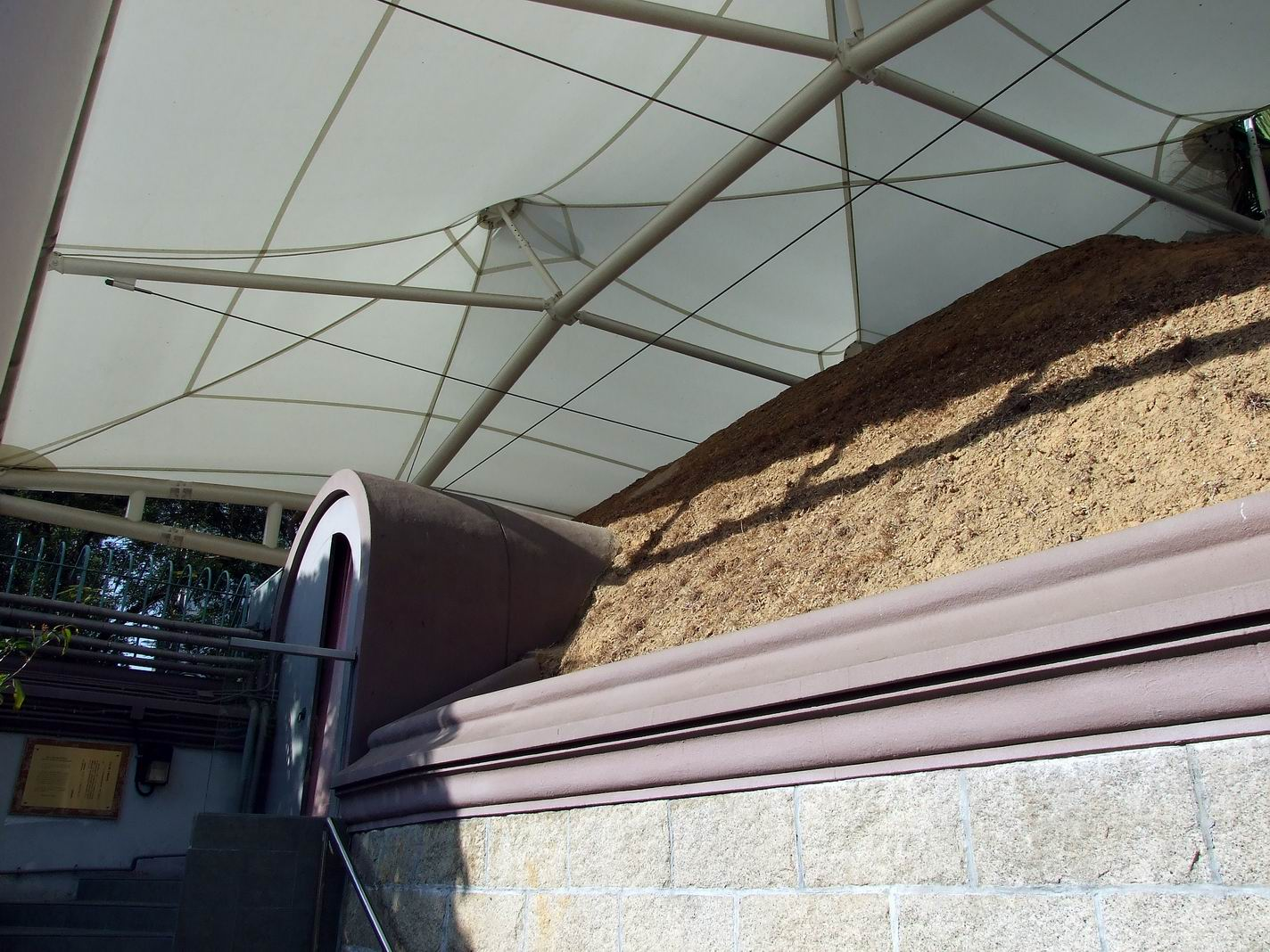
漢墓入口
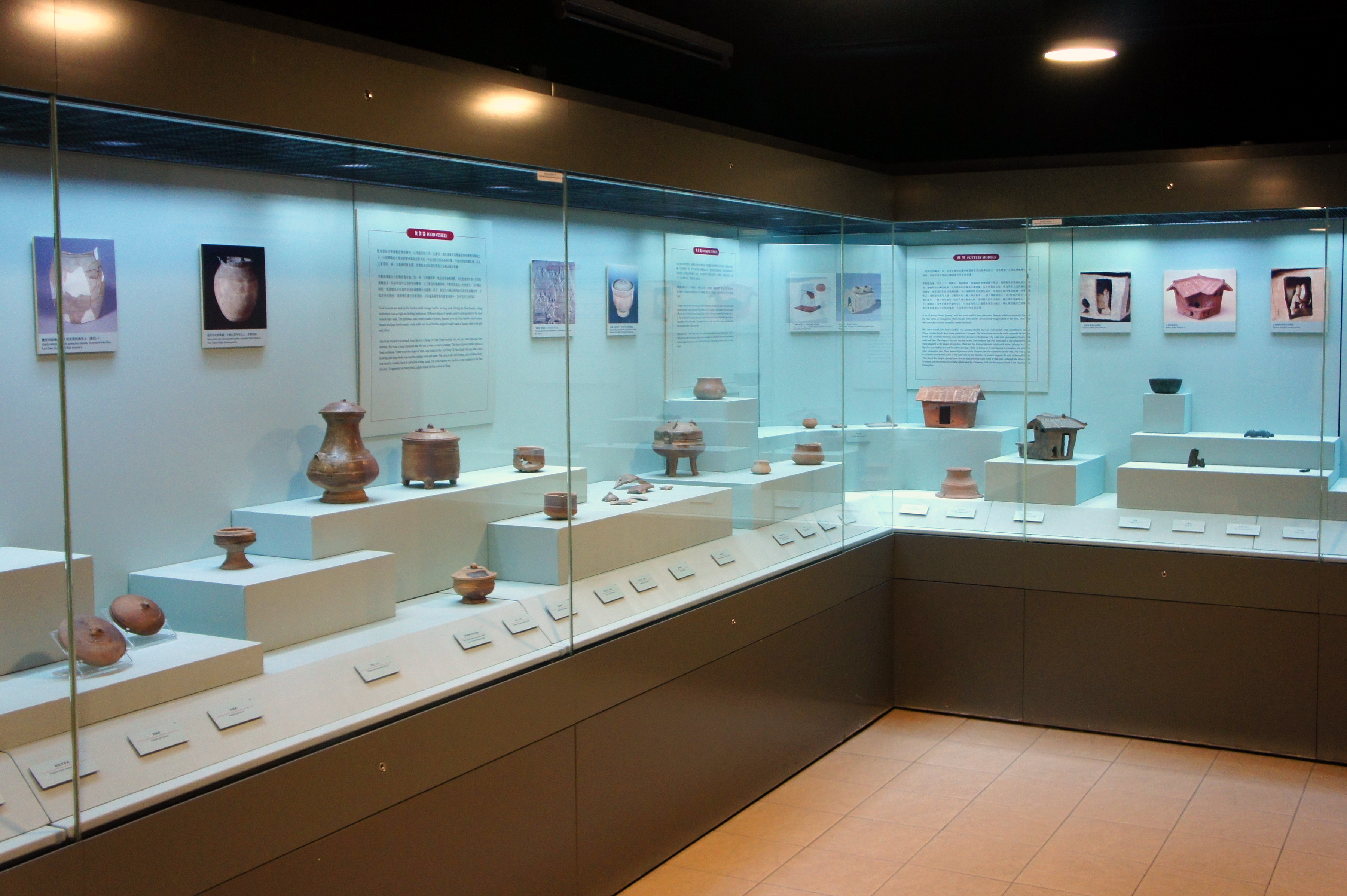
博物館的一隅
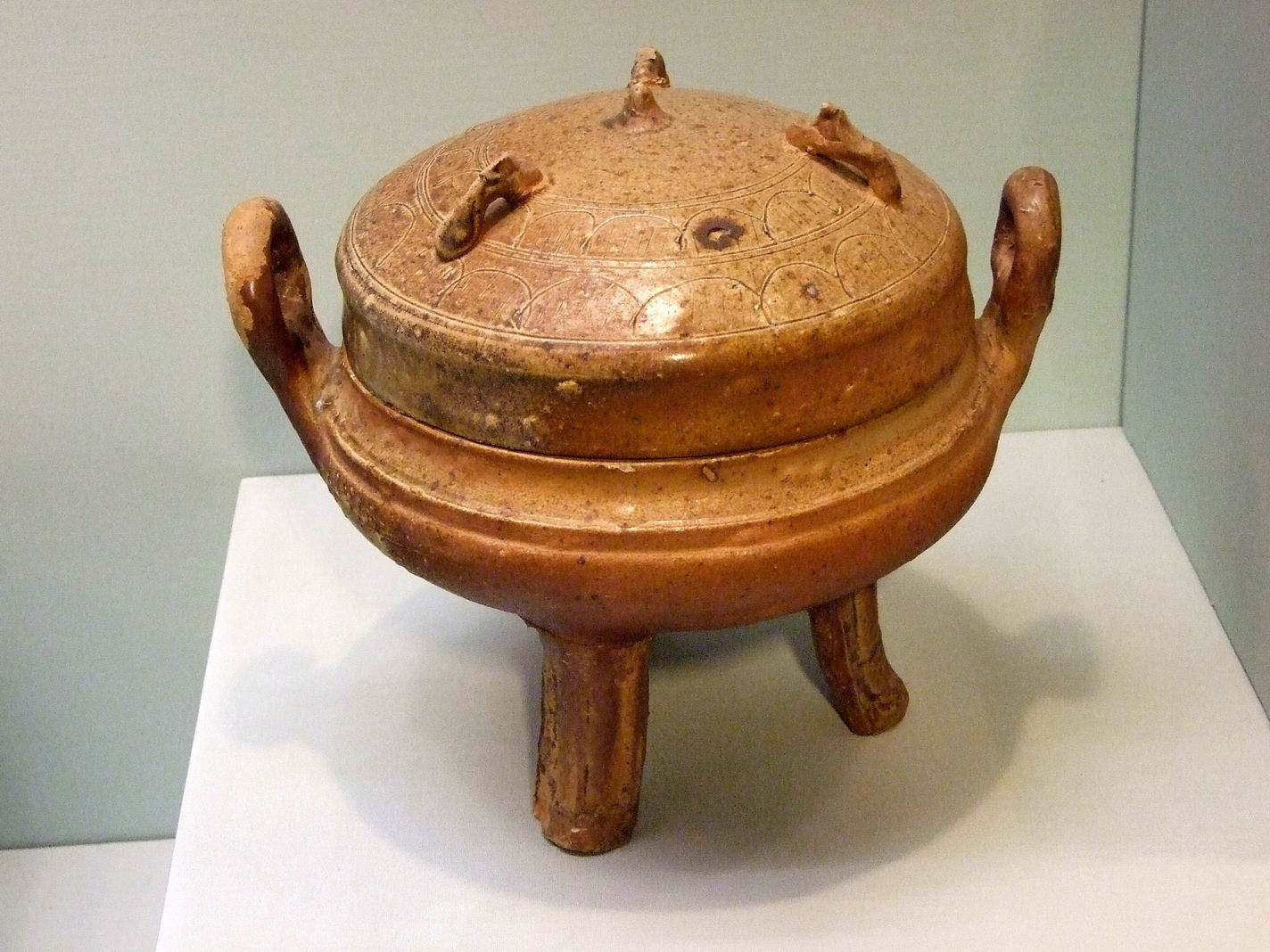
陶鼎
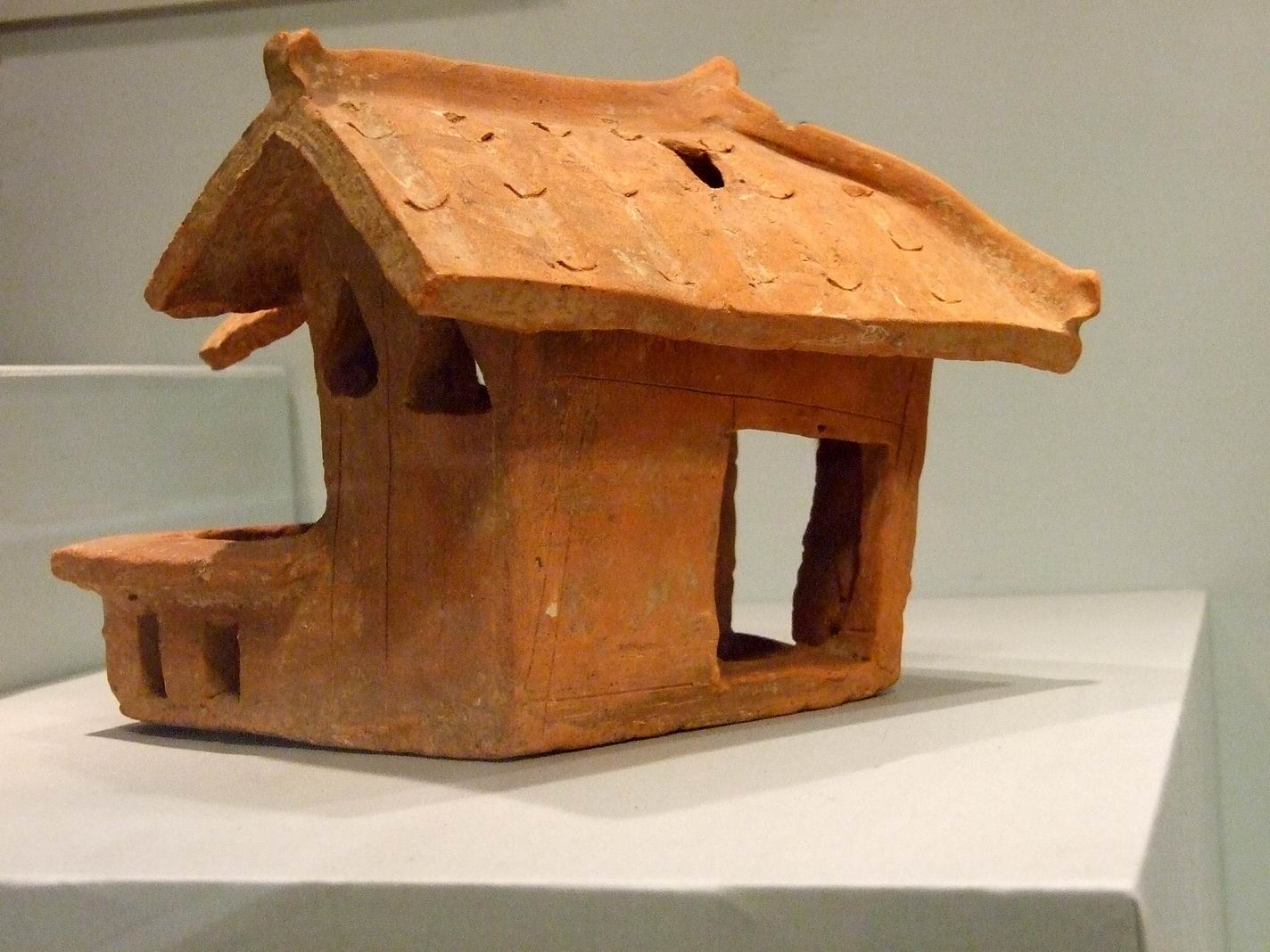
陶屋模型

## 延伸閱讀
- 香港歷史博物館編：《李鄭屋漢墓（該館，2005年10月，ISBN 962-7039-53-5）
- 呂沛銘《李鄭屋漢墓》2005年8月（來源：正剛旅行隊《旅行家》年刊）

## 外部連結
- 李鄭屋漢墓博物館網址 （页面存档备份，存于）
- 李鄭屋漢墓博物館地圖 （页面存档备份，存于）
- 【城中遊】隱於長沙灣的古蹟 李鄭屋漢墓︱kennechu.info （页面存档备份，存于）

22°20′17.14″N 114°09′36.08″E / 22.3380944°N 114.1600222°E